# Wild Zero
Pour plus de détails, voir Fiche technique et Distribution.
Wild Zero, stylisé WiLD ZERO, est un film japonais réalisé par Tetsuro Takeuchi, sorti en 2000.

## Synopsis
Ace, un fan de Rock and Roll, va voir Guitar Wolf et son groupe jouer dans un petit bar. Pendant la nuit, Guitar Wolf s'accroche un peu avec le patron du bar et tout de suite, Ace court aider son idole. En remerciement, il reçoit un pendentif et Guitar Wolf lui dit de souffler dedans si jamais il est en danger de mort. Le jour suivant, Ace reprend la route pour aller voir un autre concert de rock. Il s'arrête à une station service et sans faire exprès, fait avorter un braquage et sauve la vie d'une fille appelée Tobio. Comme si de rien n'était, il se sert de l'essence et reprend la route sur sa pseudo moto, mais, sur le chemin, il trouve une voiture arrêtée sur le bas côté. Il s'approche et découvre des zombies en train de dévorer un homme. Il retourne immédiatement à la station service chercher Tobio et se rend vite compte que toute la ville est infestée de zombies.

## Fiche technique
- Titre : Wild Zero
- Réalisation : Tetsuro Takeuchi
- Scénario : Satoshi Takagi et Tetsuro Takeuchi
- Musique : Guitar Wolf
- Photographie : Motoki Kobayashi
- Montage : Tomoe Kubota
- Décors : Akihiko Inamura
- Production : Kaichiro Furata et Katsuaki Takemoto
- Société de production : Dragon Pictures, GAGA. et Takeuchi Entertainment
- Pays d'origine : Japon* Pays :  Japon* Format : Couleurs - 1,85:1 - Dolby - 35 mm
- Genre : Comédie horrifique, film musical, science-fiction et thriller
- Durée : 98 minutes
- Date de sortie : 16 septembre 2000

## Distribution
- Guitar Wolf : lui-même (Seiji)
- Drum Wolf : lui-même (Toru)
- Bass Wolf : lui-même (Billy)
- Masashi Endô : Ace
- Makoto Inamiya
- Masao Sato
- Shirô Namiki
- Kwancharu Shitichai : Tobio
- Naruka Nakajo
- Yoshiyuki Morishita

## Récompenses
- Prix du meilleur film d'horreur lors du Festival du film de Philadelphie 2001.

## Autour du film
- Le film fut projeté en France le 25 novembre 2004 lors du Festival des trois continents.
- Guitar Wolf est un véritable groupe rock garage japonais. Leur dernier concert français avait lieu à la fin de novembre 2002 au Nouveau Casino à Paris, lors de la tournée européenne de promotion d'U.F.O. Romantics, un de leurs derniers albums. Billy, le bassiste, est mort d'une attaque le 31 mars 2005 à l'âge de 38 ans.
- Le film a été tourné en Thaïlande avec des acteurs japonais, à l'exception de « Tobio », jeune transsexuelle rencontrée sur place et doublée par la suite par une actrice japonaise.[réf. nécessaire]